# Vladimir Belokurov
Vladimir Belokurov (8 luglio 1904 – Mosca, 28 gennaio 1973) è stato un attore sovietico.

## Filmografia parziale

### Attore
- Valerij Čkalov (1941)
- Michajlo Lomonosov (1955)
- Le anime morte (1960)

## Premi
- Artista onorato della RSFSR
- Artista popolare della RSFSR
- Artista del popolo dell'Unione Sovietica
- Premio Stalin
- Ordine della Bandiera rossa del lavoro